# 贾莱斯瓦尔
贾莱斯瓦尔（Jaleswar），是印度奥里萨邦Baleshwar县的一个城镇。总人口21382（2001年）。

## 人口
该地2001年总人口21382人，其中男性10908人，女性10474人；0—6岁人口2980人，其中男1505人，女1475人；识字率64.93%，其中男性为73.00%，女性为56.53%。